# Под будним оком
Под будним оком (енгл. The Watcher) америчка је телевизијска серија коју су створили Рајан Марфи и Ијан Бренан за Netflix. Приказана је 13. октобра 2022. Темељи се на чланку „The Haunting of a Dream House” Ривса Видемана, који је објавио часопис New York. Иако је првобитно замишљена као мини-серија, у новембру 2022. наручена је друга сезона.

## Радња
Прати истиниту причу о брачном пару који је, након што су се уселили у свој дом из снова у Вестфилду, узнемирен писмима која им доставља непознати прогонитељ.

## Улоге

### Главне
| Глумац              | Улога            |
| ------------------- | ---------------- |
| Наоми Вотс          | Нора Бранок      |
| Боби Канавале       | Дин Бранок       |
| Изабел Гравит       | Ели Бранок       |
| Лук Дејвид Блам     | Картер Бранок    |
| Џенифер Кулиџ       | Карен Калхун     |
| Марго Мартиндејл    | Морин            |
| Ричард Кајнд        | Мич              |
| Мија Фароу          | Перл Винслоу     |
| Тери Кини           | Џаспер Винслоу   |
| Кристофер Макдоналд | Рорк Чејмберланд |
| Нома Думезвени      | Теодора Берч     |
| Џо Мантело          | Вилијам Вебстер  |
| Хенри Хантер Хол    | Дакота           |

### Споредне
| Глумац           | Улога          |
| ---------------- | -------------- |
| Мајкл Нури       | Роџер Каплан   |
| Дени Гарсија     | Стив           |
| Сет Габел        | Ендру Пирс     |
| Сузан Мерсон     | Тами           |
| Сет Бариш        | Џек            |
| Мајкл Девајн     | Кристофер      |
| Стефани Куртцуба | Хелен Граф     |
| Метју дел Негро  | Дарен Дан      |
| Џефри Брукс      | полицајац      |
| Патриша Блек     | Марџори        |
| Кејт Скинер      | Триш           |
| Ентони Бауден    | млади Роџер    |
| Памела Данлоп    | Керол Фланаган |
| Британи Бредфорд | Нина           |
| Џеф Хилер        | терапеут       |

## Епизоде
| Бр. еп. | Наслов                | Редитељ      | Сценариста                                        | Премијера         |
| --- | --------------------- | ------------ | ------------------------------------------------- | ----------------- |
| 1 | Добродошли, пријатељи | Рајан Мерфи  | Рајан Марфи и Ијан Бренан                         | 13. октобар 2022. |
| Породица Вранок усељава се у свој дом из снова. Међутим, убрзо приме претеће писмо од тајанственог пошиљаоца и доживе неочекивани губитак.                         |                       |              |                                                   |                   |
| 2 | Жртва у крви          | Парис Баркли | Рајан Марфи и Ијан Бренан                         | 13. октобар 2022. |
| Унајмивши приватног детектива, Дин разговара с бившим власником куће који је и даље потресен ониме што је проживео. Нора и деца селе се у мотел.                   |                       |              |                                                   |                   |
| 3 | Сумрак богова         | Рајан Мерфи  | Рајан Марфи и Ијан Бренан                         | 13. октобар 2022. |
| Попис осумњичених се смањује након трагедије у комшилуку. Карен понуди Нори излаз. Чудни посетилац говори Дину за Четврти преокрет.                                |                       |              |                                                   |                   |
| 4 | Неко ко ће ме чувати  | Парис Баркли | Рајан Марфи и Ијан Бренан                         | 13. октобар 2022. |
| Дин детаљније истражује прошлост куће. Теодора открије Дакотин узнемирујући надимак. На видело излази Елина тајна веза.                                            |                       |              |                                                   |                   |
| 5 | Окамов бријач         | Џенифер Линч | Рајан Марфи и Ијан Бренан                         | 13. октобар 2022. |
| Нора мисли да је Дин написао писма како би је страхом натерао да прода кућу, али ДНК тест доноси изненађујуће резултате. Грађевинари открију нешто у подруму.      |                       |              |                                                   |                   |
| 6 | Сутон                 | Макс Винклер | Ијан Бренан и Рајли Смит                          | 13. октобар 2022. |
| Дин и Нора пронађу скривену просторију у којој неко живи. Теодора подели интригантну информацију о Роџеру Каплану. Породица доноси судбоносну одлуку.              |                       |              |                                                   |                   |
| 7 | Прогањање             | Џенифер Линч | Ијан Бренан, Рајли Смит, Тод Кубрак и Рајан Марфи | 13. октобар 2022. |
| Нора моли Дина да настави са животом, али прошлост га не престаје прогонити. Шокантно признање испадне нелогично. Кућа је и даље пуна очију које будно проматрају. |                       |              |                                                   |                   |